# 石田剛規
石田 剛規（いしだ たかき、1982年9月25日 - ）は、茨城県出身のバスケットボール選手・指導者、俳優である。ポジションはSG。

## 来歴
2005年にトヨタ自動車アルバルクに加入。
2009年に退団し現役を引退。同年7月クールの月9ドラマ『ブザー・ビート〜崖っぷちのヒーロー〜』で俳優に転身。「役者の仕事をしていた」と出演番組で話していた。
2010年にクラブチーム「エクセレンス」に所属し競技復帰を目指す。
2011年、bjリーグドラフトにて全体4位で千葉ジェッツに指名される。

さらに2012bjリーグオールスターゲームinさいたまにもfacebookブースター投票枠で選出された。石田にとっては2010年宮城グランディ21セキスイハイムアリーナで行われたbjリーグオールスターで先のドラマ、ブザー・ビート出演に伴うスリーポイントコンテストゲスト出場に次ぐ実質2回目の出場になる。
2013年オフ、NBDLの東京エクセレンスに移籍。
2017年オフ引退、ヘッドコーチ就任。

## 経歴
- 水戸市立新荘小 - 水戸市立第一中 - 日立第一高 - 慶應義塾大学 - トヨタ自動車（2005年 - 2009年）

## 過去の出演番組

### ドラマ
- ブザー・ビート〜崖っぷちのヒーロー〜（2009年7月 - 9月、フジテレビ） - 佐賀弘明 役
- しぇいけんBABY! -Shakespeare Syndrome-（2010年1月3日、フジテレビ） - 須藤シュン 役

### バラエティ
- クイズミラクルファーム（2012年3月17日、テレビ朝日） - ゲスト解答者
- 『猫のひたいほどワイド』（2022年4月19日、テレビ神奈川） - 東京エクセレンスの試合のお知らせで広報として出演[3]。